# Anna Kozak
Anna Kozak (ur. 23 grudnia 1975 w Lublinie) – polska aktorka teatralna i telewizyjna.

## Życiorys
W latach licealnych rozwijała swoje umiejętności aktorskie w Teatrze Panopticum. W 2000 roku ukończyła studia na Wydziale Aktorskim Państwowej Wyższej Szkoły Teatralnej w Krakowie. Zadebiutowała 12 stycznia 2001 roku. W latach 2000-2004 była związana z Teatrem im. Juliusza Osterwy w Lublinie. Następnie rozpoczęła współpracę z Teatrem Stu w Krakowie.
Jeszcze podczas studiów występowała w przedstawieniach szkolnych PWST w Krakowie, m.in. w "Samobójcy" Nikołaja Erdmana (1998) w reżyserii Jerzego Treli oraz "Kalece z Inishmaan" Martina McDonagha (1999) w reżyserii Mikołaja Grabowskiego.
W Teatrze im. Juliusza Osterwy w Lublinie stworzyła szereg znaczących ról, w tym:
- Józię w "Damach i huzarach" Aleksandra Fredry (2001)
- Biankę w "Poskromieniu złośnicy" Williama Shakespeare'a (2001)
- Dziewczynę i Anioła w "Dziadach" Adama Mickiewicza (2001)
- Lizę w "Biesach" Fiodora Dostojewskiego (2002)
- Lucyndę Wahadłowską w "Pięknej Lucyndzie" Mariana Hemara (2002)

## Kariera telewizyjna[2]
Anna Kozak występuje również w produkcjach telewizyjnych. Jej najbardziej znane role serialowe to:
- "Na Wspólnej" (2003-2024) – wystąpiła w dwóch rolach: jako barmanka i klientka Ewy
- "Barwy szczęścia" (2008) – jako Agata, przyjaciółka Doroty Jeleń
- "Doręczyciel" (2008) – jako sprzedawczyni
- "Synowie" (2009) – występ w odcinku "50-tka pana Romka"

## Nagrody i wyróżnienia
- 2000 – wyróżnienie za rolę Marii Lwowny w spektaklu "Letnicy" w reżyserii Krystiana Lupy na Festiwalu Szkół Teatralnych w Łodzi[3]
- 2002 – nagroda "Perełka" (pozaregulaminowa nagroda ustanowiona przez zespół Teatru im. Kochanowskiego w Opolu) za interpretację Dziewczyny i Anioła w "Dziadach" Adama Mickiewicza podczas XXVII Opolskich Konfrontacji Teatralnych[3]

## Wybrane role teatralne[3]

### PWST Kraków
- 1998: "Samobójca" – jako Raisa Filipowna, reż. Jerzy Trela
- 1999: "Kaleka z Inishmaan", reż. Mikołaj Grabowski
- 2000: "Letnicy" – jako Maria Lwowna, reż. Studenci WRD PWST i in.

### Teatr im. Juliusza Osterwy w Lublinie
- 2001: "Damy i huzary" – jako Józia, reż. Edward Wojtaszek
- 2001: "Poskromienie złośnicy" – jako Bianka, reż. Bogdan Tosza
- 2001: "Dziady" – jako Dziewczyna i Anioł, reż. Krzysztof Babicki
- 2002: "Biesy" – jako Liza, reż. Krzysztof Babicki
- 2002: "Piękna Lucynda" – jako Lucynda Wahadłowska, reż. Eugeniusz Korin
- 2003: "Romeo i Julia", reż. Bogdan Tosza

### Inne teatry
- 1997: "Wszyscyśmy z jednego szynela", Grupa Rafała Kmity, Kraków
- 2005: "Aj waj! czyli historie z cynamonem", Grupa Rafała Kmity, Kraków
- 2006: "Trąba słonia Salomona", Teatr Otwarty TO, Kraków